# Chromis notata
Espèce
Chromis notata  est une espèce de poissons de la famille des Pomacentridae.